# Controffensiva di Žitomir
La Controffensiva di Žitomir (conosciuta nella storiografia sovietica come Киевская оборонительная операция, Kievskaja oboronitel'naja operacija, "operazione difensiva di Kiev") fu uno degli ultimi grandi attacchi coronati da successo della Wehrmacht sul Fronte orientale durante la seconda guerra mondiale. Sferrata a partire dall'11 novembre 1943, l'offensiva, diretta nelle intenzioni del Comando tedesco e del feldmaresciallo von Manstein a riconquistare Kiev, liberata il 6 novembre dalle forze sovietiche, ottenne inizialmente alcuni importanti successi.
Le numerose Panzer-Division impegnate, provenienti in gran parte dalle riserve tedesche o trasferite da altri fronti per il contrattacco, colsero di sorpresa le unità corazzate dell'Armata Rossa in avanzata e riuscirono a riconquistare una parte del terreno perduto. I sovietici subirono forti perdite e dovettero ripiegare, abbandonando Žitomir (in ucraino Žytomyr?) e Korosten'; ma a dicembre, l'Alto comando sovietico fece affluire notevoli riserve e, pur a prezzo di gravi perdite, riuscì a bloccare l'offensiva tedesca, mantenendo il possesso di Kiev e organizzando una nuova offensiva invernale che avrebbe avuto inizio già il 24 dicembre 1943.
La controffensiva tedesca di Žitomir, tuttavia, mostrò ancora una volta l'abilità delle Panzertruppen, quando ben equipaggiate e concentrate, e mise in difficoltà l'Armata Rossa; l'attacco tedesco, sferrato contemporaneamente alla conferenza di Teheran, non mancò di impressionare anche i Tre Grandi e Stalin riferì sugli insuccessi delle sue truppe per evidenziare con i suoi alleati l'intatta pericolosità della Wehrmacht e l'ardua missione affidata ai suoi eserciti.

## Liberazione di Kiev
(Annotazione di Joseph Goebbels nel suo diario personale)
Dopo le aspre battaglie dell'estate 1943 a Kursk, Char'kov (in ucraino Charkiv?) e Taganrog, l'Armata Rossa aveva costretto, con continui attacchi in tutti i settori principali del fronte orientale, il Gruppo d'armate Sud del feldmaresciallo Erich von Manstein a intraprendere, nonostante i dubbi di Adolf Hitler, una difficile ritirata generale fino al Dnepr con lo scopo di costituire una solida linea difensiva con la protezione delle rive del fiume. La manovra di ritirata, caratterizzata da capillari distruzioni di città, villaggi, infrastrutture e dalla deportazione delle popolazioni per intralciare l'inseguimento del nemico, non raggiunse il suo risultato. Le truppe sovietiche seguirono da vicino i tedeschi in ritirata e attaccarono subito la linea del Dnepr conquistando una serie di piccole teste di ponte a Zaporož'e (in ucraino Zaporižžja?), a Bukryn e a Ljutež (in ucraino Ljutiž?). Dopo un fallimento iniziale, il generale Nikolaj Vatutin, comandante del 1º Fronte Ucraino, poté progettare un nuovo attacco con l'obiettivo di liberare la capitale ucraina Kiev.

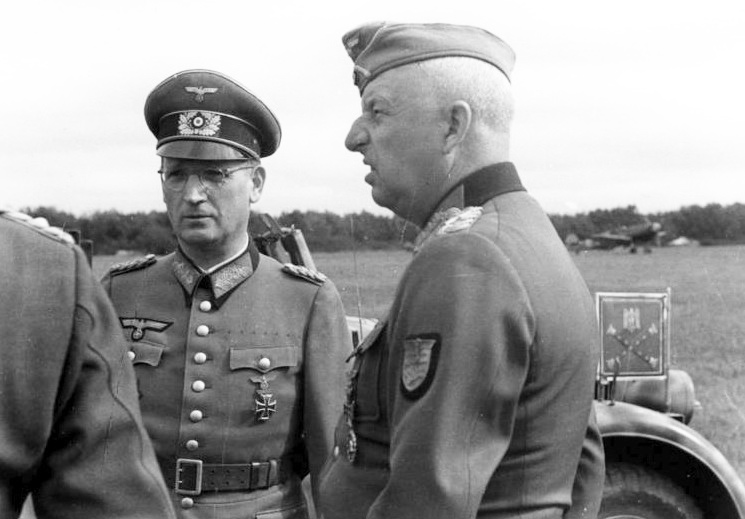
Il feldmaresciallo Erich von Manstein (a destra), nel suo quartier generale in Ucraina.

Il 6 novembre, al termine di duri combattimenti, il 1º Fronte Ucraino del generale Vatutin liberò Kiev, ottenendo una grande vittoria strategica e propagandistica. Dopo avere eseguito un'abile manovra a sorpresa, concentrando di nascosto le sue forze corazzate nella testa di ponte di Ljutež, il generale Vatutin aveva superato le difese della 4ª Panzerarmee ed aggirato e conquistato Kiev con le forze della 3ª Armata corazzata della Guardia del generale Pavel Rybalko, della 38ª Armata del generale Kirill Moskalenko e del 5º Corpo carri della Guardia del generale Andrej Kravčenko. Contemporaneamente si era spinto anche verso ovest con la 13ª e la 60ª Armata. La situazione del Gruppo d'armate sud del feldmaresciallo von Manstein era ancor più grave perché le sue forze erano attaccate anche più a sud, nell'ansa del Dnepr; inoltre le riserve corazzate, dopo mesi di battaglie e ritirate, erano ridotte a soli 257 carri e 220 cannoni d'assalto.

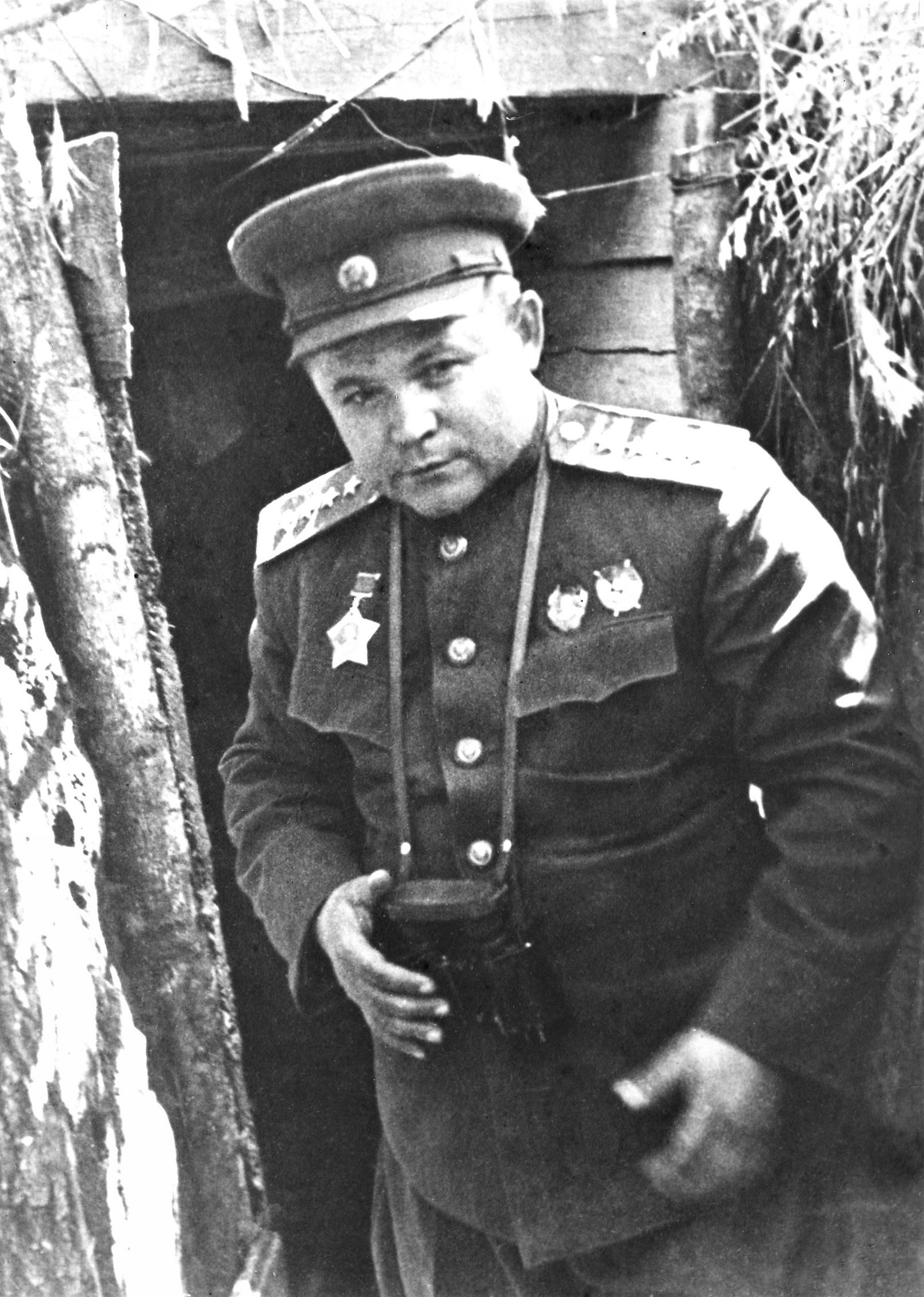
Il generale Nikolaj Vatutin, comandante del 1º Fronte Ucraino.

La 4ª Panzerarmee, passata al comando del generale Erhard Raus dopo la destituzione da parte di Hitler del generale Hermann Hoth a causa della perdita di Kiev, si trovava in una situazione molto critica; disarticolata in tre tronconi era ormai incapace di frenare le colonne avanzate sovietiche che marciavano verso ovest sbucando dalla testa di ponte della capitale ucraina. Il 59º Corpo d'armata, con la 291ª Divisione fanteria ed il "Distaccamento C", era stato respinto verso nord-ovest e cercava di proteggere la città di Korosten'; il 7º ed il 13º Corpo d'armata, con la 8. Panzer-Division e la 20ª Panzergrenadier-Division, molto provati dalle precedenti battaglie, si ritiravano in direzione di Žitomir; a sud dello sfondamento del 1° Fronte Ucraino del generale Vatutin era in combattimento il 24º Panzerkorps con la 7. Panzer-Division e la 19. Panzer-Division, indebolite e molto carenti di mezzi corazzati.
Dalla metà di ottobre Hitler e l'OKW avevano considerato ormai superato il pericolo di un'apertura del secondo fronte in Europa occidentale da parte degli Alleati anglosassoni e quindi decisero finalmente di trasferire sostanziali rinforzi meccanizzati sul fronte orientale per permettere al feldmaresciallo von Manstein di contrattaccare. Cinque divisioni corazzate vennero preparate per il trasporto all'est: prime a partire sarebbero state la 14. Panzer-Division (dalla Francia) e la 24. Panzer-Division (dall'Italia settentrionale), e poi la 1. Panzer-Division (dalla Grecia), la 25. Panzer-Division (dalla Francia) e la 1. SS-Panzer-Division "Leibstandarte SS Adolf Hitler" (dall'Italia); in un secondo momento venne anche previsto che una sesta divisione corazzata, la 16. Panzer-Division, dall'Italia meridionale si sarebbe diretta ad oriente. Rimaneva il problema delle scelte strategico-operative sull'impiego di queste cospicue e moderne forze di riserva, se fossero riuscite ad arrivare in tempo utile per evitare il crollo del settore meridionale del fronte.

## Contrattacco del feldmaresciallo von Manstein

### Battaglia a Fastov
Nella prima settimana di novembre il feldmaresciallo von Manstein ottenne finalmente i rinforzi corazzati richiesti e in arrivo dall'ovest, ma, nonostante si fosse recato personalmente al quartier generale di Rastenburg il 7 novembre, non riuscì a convincere Hitler ad adottare il suo piano di controffensiva generale verso Kiev, raggruppando tutte le sue riserve e con l'aiuto anche delle due divisioni corazzate del 40º Panzerkorps impegnate più a sud nella grande ansa del Dnepr. Il feldmaresciallo giunse fino al punto di proporre di abbandonare l'ansa del Dnepr per rinforzare in modo decisivo le sue forze sull'ala settentrionale; Hitler al contrario non si mostrò molto preoccupato per la situazione a ovest di Kiev, manifestò la sua delusione per la scarsa tenacia dei suoi generali, enfatizzò l'importanza di mantenere il possesso della Crimea ("portaerei terrestre" che proteggeva i pozzi di petrolio romeni) e delle miniere di manganese di Nikopol', e ipotizzò un contrattacco in queste regioni.
Dopo un'accesa discussione con il feldmaresciallo von Manstein che venne sostenuto dal generale Heinz Guderian, il Führer ordinò alla fine, dopo aver fatto vaghe promesse di ulteriori rinforzi provenienti dal Gruppo d'armate Centro, che la 24. Panzer-Division e la 14. Panzer-Division (provenienti dall'Italia e dalla Francia), fossero messe a disposizione della 1ª Panzerarmee del generale Eberhard von Mackensen per mantenere il possesso della testa di ponte di Nikopol' e respingere l'avanzata nemica su Krivoj Rog (in ucraino Kryvyj Rih?). Il feldmaresciallo von Manstein avrebbe ricevuto a scaglioni altre tre divisioni corazzate provenienti dall'Italia (1. SS-Panzer-Division "Leibstandarte Adolf Hitler"), dalla Grecia (1. Panzer-Division) e dall'ovest (25. Panzer-Division) per la controffensiva a ovest di Kiev con la 4ª Panzerarmee del generale Raus.

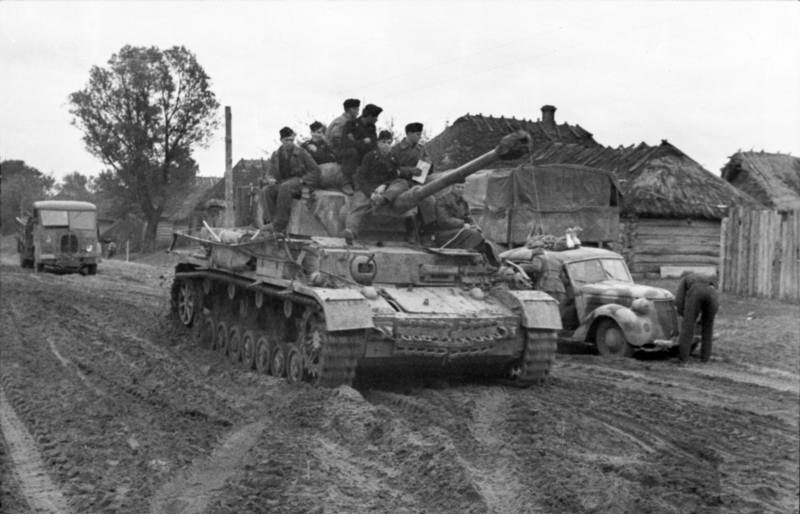
Panzer IV in marcia sul fronte orientale

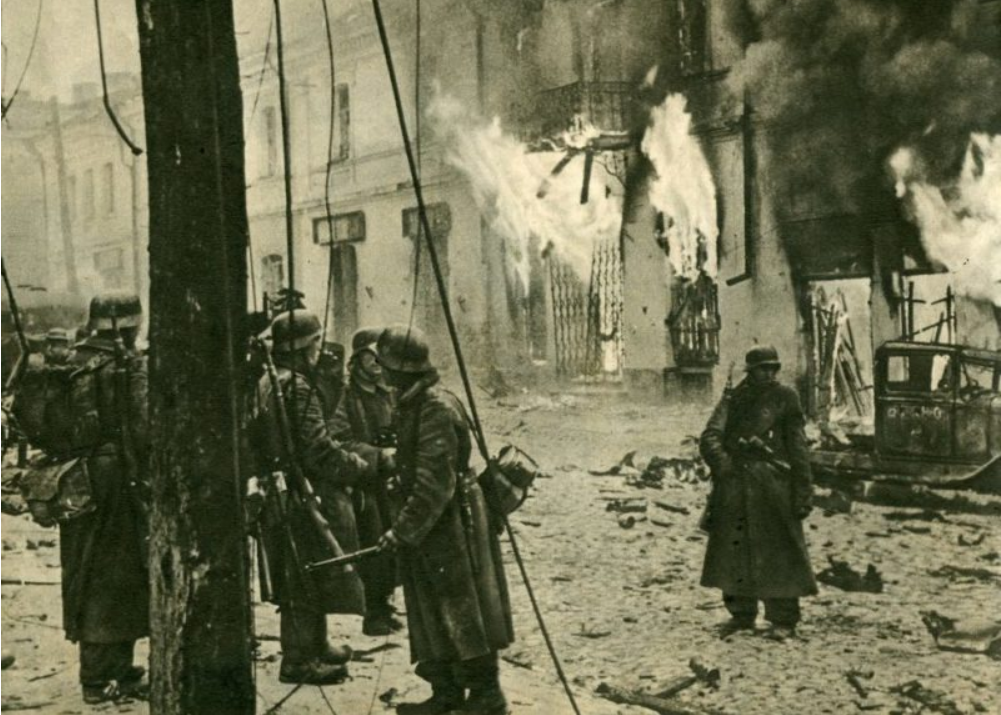
Le truppe tedesche nel centro di Žitomir dopo la fine di combattimenti nella città.

Il compito più immediato era quello di arrestare l'avanzata sovietica in direzione sud-ovest ed impedire la caduta dell'importante centro ferroviario di Fastov (in ucraino Fastiv?); a questo scopo il feldmaresciallo inviò il 6 novembre la 25. Panzer-Division, appena arrivata e totalmente inesperta del fronte orientale. La situazione nel settore di Fastov era critica; i carri armati sovietici della 91ª Brigata corazzata del colonnello Ivan Jakubovskij, seguiti da quelli del 7º Corpo carri della Guardia, formazione di sinistra della 3ª Armata corazzata della Guardia del generale Rybalko, avevano già occupato la città e quindi i reparti tedeschi della 25. Panzer-Division, appena arrivati, si trovarono subito in difficoltà. La divisione venne impiegata in modo frammentario, i mezzi corazzati giunsero in ritardo a causa di errori organizzativi e i granatieri subirono gravi perdite. La 55ª Brigata corazzata della Guardia del colonnello David Dragunskij e la 91ª Brigata corazzata del colonnello Jakubovskij ottennero un rilevante successo, mantennero il possesso di Fastov e respinsero il tentativo della divisione corazzata tedesca che, nonostante disponesse anche di un battaglione di carri Panzer VI Tiger I, dovette ripiegare a sud dove venne rinforzata da un gruppo da combattimento della 2. SS-Panzer-Division "Das Reich" e da formazioni della 10ª Panzergrenadier-Division e della 198ª Divisione fanteria. I reparti della 25. Panzer-Division ed il suo comandante, generale von Schell, furono oggetto di forti critiche da parte dell'alto comando tedesco per il fallimento a Fastov.
Il generale Rybalko intervenne nella battaglia, rafforzò la brigata del colonnello Dragunskij a Fastov con la 54ª Brigata corazzata della Guardia e portò avanti sulla sua destra il 9º Corpo meccanizzato; inoltre anche il generale Vatutin e lo Stavka si allarmarono per la minaccia tedesca sul fianco sinistro, ordinarono al generale Rybalko di resistere a tutti i costi a Fastov e fecero avanzare a supporto la 38ª Armata del generale Moskalenko. Dopo tre giorni di duri scontri i reparti tedeschi sospesero il primo attacco e non riuscirono ad impadronirsi del nodo ferroviario di Fastov, mentre il colonnello Dragunskij riprese l'8 novembre ad avanzare.
Il feldmaresciallo von Manstein decise quindi di rinunciare a riconquistare Fastov e in un primo momento fece intervenire le sue tre Panzer-Division fresche (1. Panzer-Division, 25. Panzer-Division e 1. SS "Leibstandarte Adolf Hitler"), ancora non completamente concentrate, per attaccare sul fianco il cuneo sovietico che, protetto dal nodo di comunicazioni di Fastov, stava avanzando verso ovest in direzione di Žitomir e Korosten'. Il 12 novembre 1943 il 48º Panzerkorps, passato al comando dell'abile generale Hermann Balck coadiuvato dal capo di stato maggiore colonnello Friedrich von Mellenthin, sferrò l'attacco sul fianco difeso dalla 38ª Armata a nord-ovest di Fastov, ma, avendo a disposizione solo una parte delle sue forze, non ottenne grandi successi mentre più a nord stava precipitando la situazione del 59º Corpo d'armata attaccato dalla 60ª Armata sovietica che marciava rapidamente verso Korosten'. Il feldmaresciallo von Manstein decise quindi di fermare questi attacchi troppo frammentari, di riorganizzare le sue forze e riconsiderare i suoi piani.

### Riconquista di Žitomir

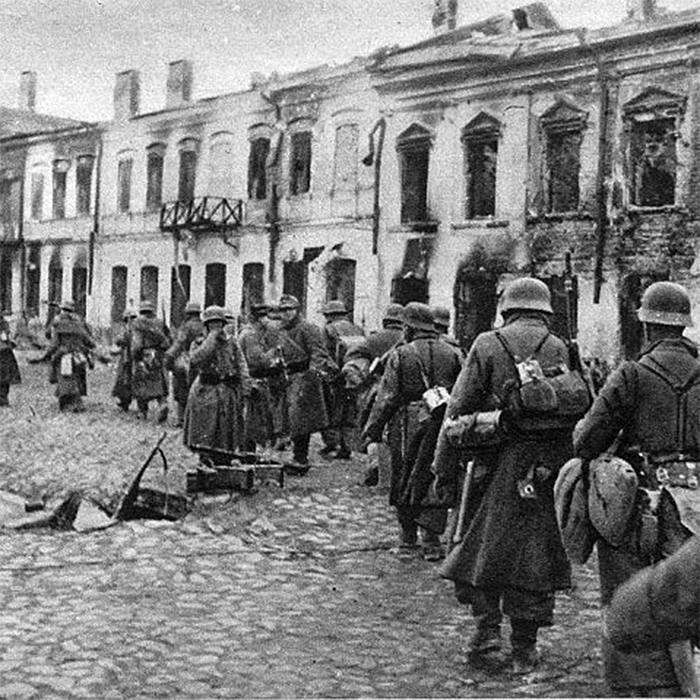
Truppe tedesche rientrano a Žitomir nel novembre 1943

Sorse a questo punto una controversia sull'obiettivo e sulle modalità operative della nuova controffensiva; il generale Balck, comandante del 48º Panzerkorps, ipotizzò un grande attacco concentrato per tagliare alla base il saliente sovietico a ovest del Dnepr e puntare direttamente su Kiev, mentre il generale Raus, comandante della 4ª Panzerarmee, propose un piano più prudente per attaccare prima Žitomir da sud e poi successivamente girare verso est in direzione della capitale ucraina. Il feldmaresciallo von Manstein, cosciente dell'insufficienza delle sue forze e soprattutto delle difficoltà climatiche che alternavano gelo e disgelo rendendo il terreno poco praticabile, preferì adottare il piano più limitato del generale Raus di più facile esecuzione e di immediata attuabilità. Il feldmaresciallo quindi concentrò sei divisioni corazzate nel 48º Panzerkorps che si raggruppò a ovest di Fastov per attaccare da sud in direzione di Žitomir e tagliare la punta del saliente sovietico dove si trovavano i reparti del 1º Corpo di cavalleria della Guardia del generale Baranov che il 12 novembre erano entrati nella città ucraina impossessandosi di grandi quantità di rifornimenti, dopo aver respinto il 13º Corpo d'armata tedesco del generale Mattenklott.

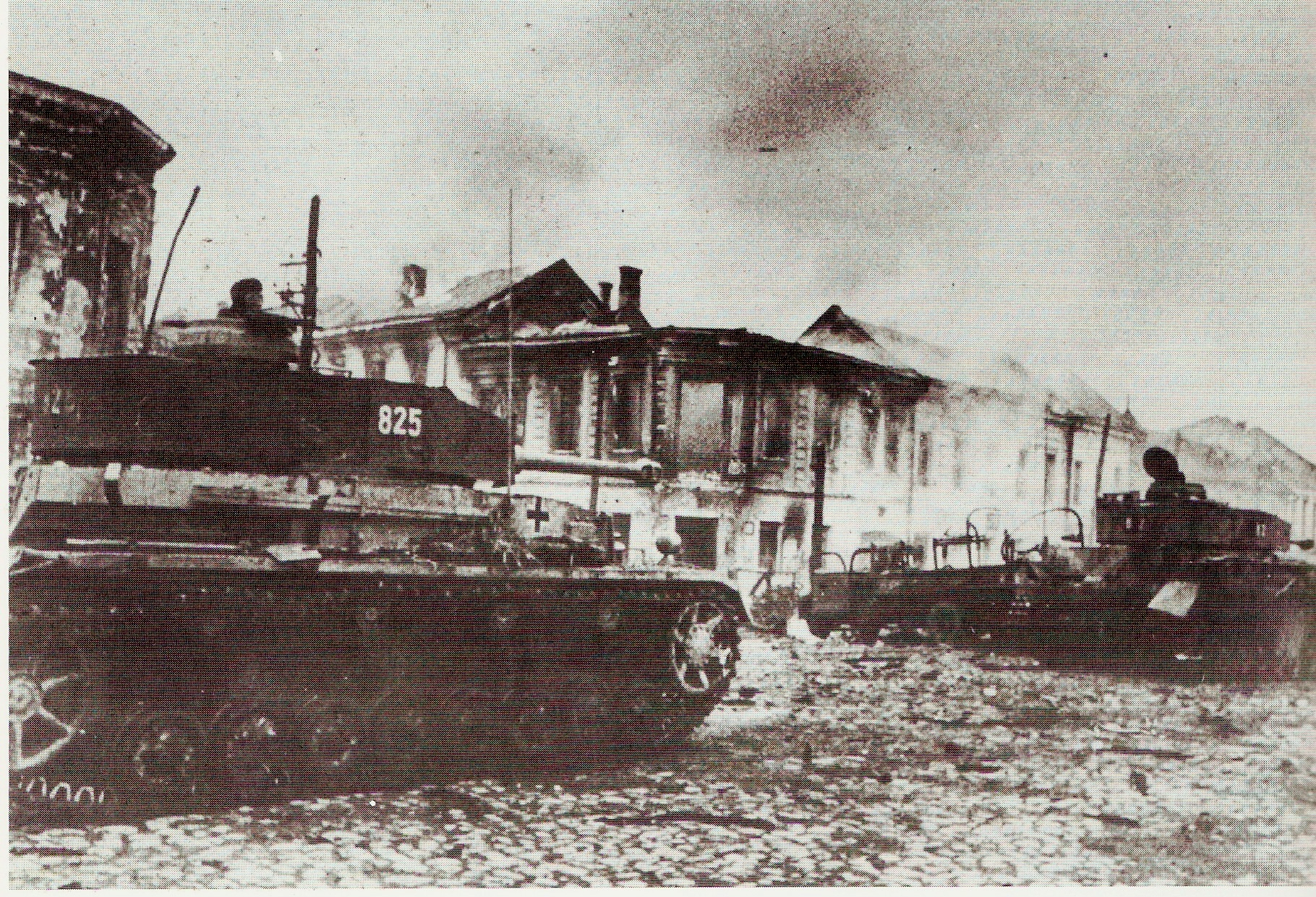
Panzer IV della 1. Panzer-Division entrano a Žitomir devastata dai violenti combattimenti contro le forze sovietiche.

Il generale Vatutin aveva continuato ad avanzare contemporaneamente verso ovest con la 3ª Armata corazzata della Guardia del generale Rybalko, verso nord-ovest con la 60ª Armata del generale Ivan Černjachovskij e la 13ª Armata del generale Puchov, verso sud-ovest con la 38ª Armata del generale Moskalenko; allarmati dai primi contrattacchi tedeschi su Fastov e dalla dispersione delle forze del 1° Fronte Ucraino su un'area troppo vasta, i comandi dello Stavka sollecitarono il generale Vatutin a trattenere le sue forze a ovest ed a rinforzare la 38ª Armata sul fianco meridionale. Il generale Vatutin quindi iniziò a portare avanti la 40ª e la 27ª Armata per rafforzare il suo fianco sinistro, mentre fermò il 1º Corpo di cavalleria della Guardia a Žitomir; invece i generali Černjachovskij e Puchov ricevettero ordine di continuare ad avanzare. Il 17 novembre la 60ª Armata liberò Korosten' dopo aver respinto il 59º Corpo d'armata e il 18 novembre la 13ª Armata occupò Ovruč.
Nel frattempo era già in corso dal 14 novembre la controffensiva del feldmaresciallo von Manstein con le sei Panzer-Division (1., 7., 8., 19., 25. e 1. SS "Leibstandarte Adolf Hitler") finalmente concentrate nel 48º Panzerkorps al comando del generale Balck. L'attacco dei panzer questa volta ebbe successo e superò la resistenza delle unità della 38ª Armata sovietica; protette sul fianco destro dalla 25. Panzer-Division e poi dall'arrivo della 19. Panzer-Division, la 1. Panzer-Division del generale Walter Krüger e la 1. SS "Leibstandarte Adolf Hitler" del generale Theodor Wisch avanzarono rapidamente verso nord, in un clima moderatamente freddo, ma senza molta neve. In pochi giorni le due Panzer-Division raggiunsero la strada maestra Žitomir-Kiev, isolando le forze sovietiche che occupavano Žitomir; i contrattacchi affrettati del generale Rybalko con il 9º Corpo meccanizzato e il 6º Corpo carri della Guardia vennero respinti dai carri armati tedeschi, e quindi la 1. Panzer-Division poté deviare verso ovest e sud-ovest per attaccare Žitomir da dietro. Contemporaneamente sul fianco sinistro del 48º Panzerkorps il generale Balck portò avanti la 7. Panzer-Division del generale Hasso von Manteuffel e la 8. Panzer-Division che raggiunsero la periferia meridionale di Žitomir.
Žitomir, occupata dal 1º Corpo di cavalleria della Guardia del generale Baranov, venne attaccata la notte del 19 novembre da sud dai carri armati del gruppo corazzato del colonnello Adelbert Schulz della 7. Panzer-Division del generale von Manteuffel che, con la partecipazione da est di alcuni reparti della 1. Panzer-Division, riconquistò la città. I reparti sovietici, in parte disorganizzati dopo essersi impadroniti delle grandi scorte di liquori presenti nei depositi, combatterono duramente, ma le due Panzer-Division ebbero la meglio e misero in rotta la cavalleria meccanizzata entro il 20 novembre.

### Avanzata delle Panzer-Division

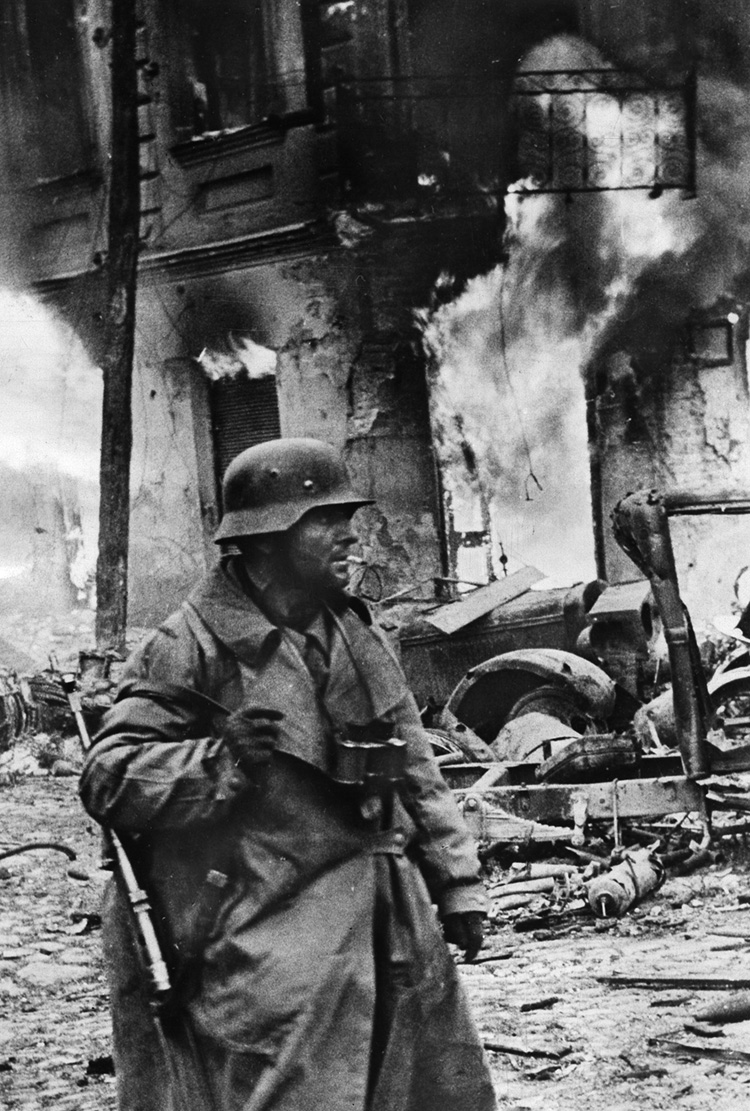
Soldato tedesco nel centro di Žitomir dopo la ritirata sovietica.

Il 20 novembre la 1. SS "Leibstandarte Adolf Hitler" avanzò, mentre Žitomir veniva riconquistata dalle Panzertruppen, verso nord-est in direzione di Brusilov ({{ucrainoBrusyliv}}), e nei giorni seguenti il feldmaresciallo von Manstein organizzò una manovra tenaglia dai due lati della strada maestra Žitomir-Kiev per sfruttare la situazione e dirigere verso la capitale ucraina. Mentre sulla destra le Waffen-SS della "Leibstandarte" marciavano su Brusilov, protette sul fianco dalla 19. Panzer-Division e da una parte della 25. Panzer-Division (molto indebolita dopo gli scontri a Fastov), la 1. Panzer-Division iniziò ad avanzare lungo la strada maestra verso est, seguita dietro dalla 7. Panzer-Division. Il 23 novembre 1943 il 48º Panzerkorps del generale Balck conquistò Brusilov e fino al 30 novembre si susseguirono violenti scontri di carri contro il 9º Corpo meccanizzato e il 6º Corpo carri della Guardia che il generale Rybalko impegnò per frenare la marcia tedesca in direzione di Kiev. I panzer tedeschi dimostrarono la loro consueta abilità tattica ed i tre corpi mobili della 3ª Armata corazzata della Guardia rischiarono di essere accerchiati e sfuggirono solo dopo aver subito 3 000 perdite ed aver abbandonato 153 carri armati, 70 cannoni campali e 250 cannoni anticarro. Dopo questa riuscita fase di movimento, le manovre dei mezzi corazzati tedeschi, a causa del disgelo, furono pesantemente intralciate dal terreno impraticabile e le divisioni corazzate si trovarono in gravi difficoltà logistiche; alla fine del mese il feldmaresciallo von Manstein decise quindi di interrompere l'offensiva per riorganizzare le sue forze in attesa del consolidamento del terreno. Contemporaneamente più a nord il 59º Corpo d'armata era riuscito a riprendere l'iniziativa e, sfruttando l'indebolimento della 60ª Armata sovietica del generale Černjachovskij dopo la sconfitta a Žitomir, il 1º dicembre riconquistò Korosten'.

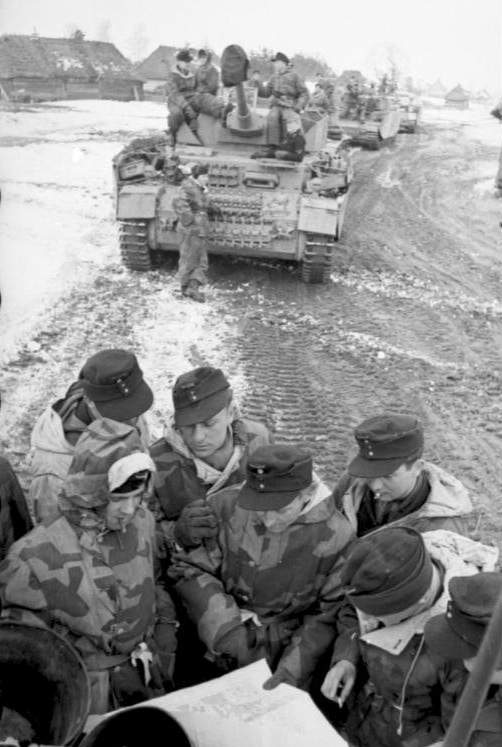
Colonna meccanizzata tedesca in marcia nell'inverno 1943-44.

Fin dal 28 novembre lo Stavka, allarmato dai pericolosi sviluppi dell'imprevista controffensiva tedesca, prescrisse al generale Vatutin di passare sulla difensiva ed indebolire le forze nemiche organizzando un solido sbarramento anticarro a protezione della testa di ponte di Kiev. Furono quindi fatti affluire con urgenza i primi reparti di rinforzo: la 1ª Armata della Guardia, al comando del generale Andrej Grečko, prese posizione al centro della linee tra la 60ª Armata a nord e la 38ª Armata a sud, mentre la 3ª Armata corazzata della Guardia passò in riserva per ricostituire le sue forze. In realtà l'alto comando sovietico stava già predisponendo piani dettagliati per riprendere al più presto l'offensiva invernale dalle teste di ponte sul Dnepr. Ai primi di dicembre il maresciallo Georgij Žukov arrivò sul posto per affiancare il generale Vatutin come rappresentante dello Stavka e organizzare il nuovo attacco che prevedeva una spinta principale in direzione di Berdičev (in ucraino Berdyčiv?) e Kazatin (in ucraino Kozjatyn? a sud-ovest di Fastov, mentre le forze del fianco destro del 1º Fronte Ucraino avrebbero riconquistato Korosten'. Durante il mese di dicembre affluirono importanti rinforzi per il generale Vatutin: oltre alla 1ª Armata della Guardia, arrivarono la 18ª Armata, il 25º Corpo carri, il 4º Corpo carri della Guardia e soprattutto la 1ª Armata corazzata della Guardia del generale Michail Katukov; in questo modo il 1º Fronte Ucraino poté schierare sette armate di fucilieri e due armate corazzate, con 452 000 soldati, 1 100 carri armati, 750 aerei e 6 000 cannoni.

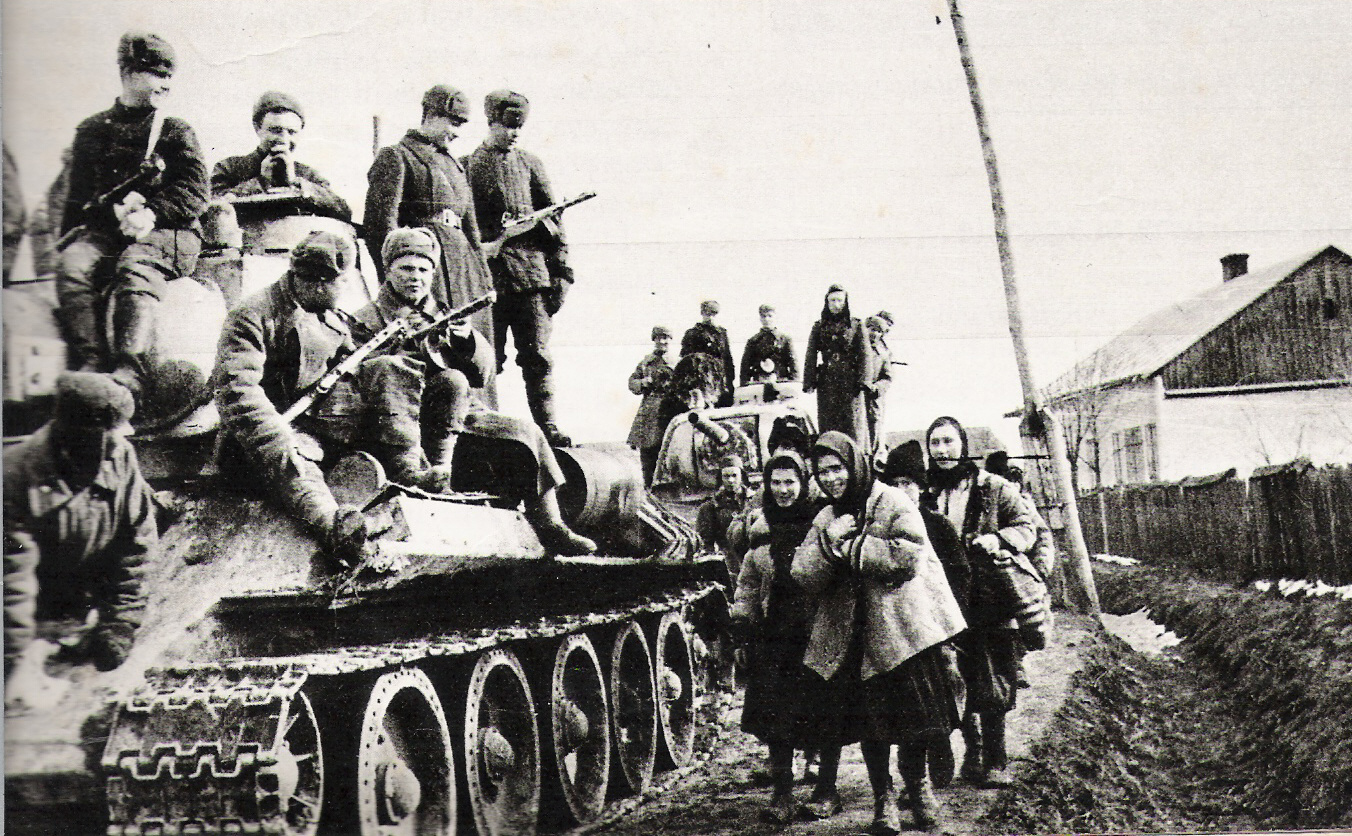
Soldati e carri armati sovietici entrano in un piccolo villaggio ucraino durante l'offensiva invernale sferrata dall'Armata Rossa il 24 dicembre 1943.

Ignaro di questi sviluppi e dell'organizzazione di una nuova massa offensiva dell'Armata Rossa, il feldmaresciallo von Manstein il 6 dicembre riprese l'attacco verso est, sfruttando l'abbassamento delle temperature e il consolidamento del terreno. Il 48º Panzerkorps, costituito dalla "Leibstandarte Adolf Hitler", la 1., 7. e 19. Panzer-Division, marciò lungo il corso del fiume Teteriv e fece buoni progressi nonostante la crescente resistenza sovietica della 38ª Armata e della 1ª Armata della Guardia; dopo il 10 dicembre l'avanzata tedesca divenne più difficile e solo il 16 dicembre il generale Balck riuscì a conquistare Radomyšl. A questo punto il feldmaresciallo von Manstein tentò di organizzare una vasta manovra aggirante facendo risalire una parte del 48º Panzerkorps verso nord per puntare da settentrione su Čepoviči e Malin ed accerchiare la 60ª Armata sovietica che fronteggiava il 59º Corpo d'armata. La 1. Panzer-Division e la "Leibstandarte" marciarono a nord seguiti dalla 7. Panzer-Division, ma in pochi giorni la manovra si concluse con un fallimento: l'avanzata si sviluppò lentamente per il forte contrasto nemico, Čepoviči e Malin non vennero conquistate e le divisioni corazzate, ormai indebolite dopo un oltre un mese di scontri, si trovarono di fronte a una serie di formazioni sovietiche di riserva, tra cui il 25º Corpo carri, in fase di raggruppamento per sferrare la nuova offensiva prevista da Žukov e Vatutin. Il 21 dicembre il feldmaresciallo von Manstein, di fronte al potente concentramento avversario, sospese la sua controffensiva ed ordinò di passare sulla difensiva, mentre più a sud il generale Vatutin stava completando il suo schieramento e già il 24 dicembre avrebbe sferrato la sua offensiva generale in direzione di Brusilov, Kazatin e Žitomir.

## Sviluppi strategici in Ucraina
(Annotazione di Joseph Goebbels nel suo diario personale)
La controffensiva del feldmaresciallo von Manstein si concluse quindi con una serie di rilevanti successi tattici, ma con un sostanziale fallimento strategico; nonostante l'abilità delle Panzer-Division, guidate da comandanti esperti e capaci come i generali Balck, Manteuffel, Raus ed i colonnelli Mellenthin e Schulz, i tedeschi non riuscirono a riconquistare Kiev né a schiacciare la grande testa di ponte a ovest del Dnepr, mentre invece logorarono una serie di reparti corazzati in piena efficienza appena arrivati sul fronte orientale provenienti dall'ovest. Le perdite inflitte ai sovietici nel corso della controffensiva furono notevoli e molti reparti nemici uscirono decimati dagli scontri; il comando tedesco calcolò le perdite nemiche in 20 000 morti, 5 000 prigionieri, 600 carri armati distrutti e 1 200 cannoni. La capacità di resistenza dell'Armata Rossa e l'arrivo di forti riserve di fucilieri e mezzi corazzati permise tuttavia al comando sovietico di esaurire la spinta tedesca e contemporaneamente organizzare una nuova offensiva generale che sarebbe iniziata il 24 dicembre e si sarebbe progressivamente estesa da nord a sud sgretolando le difese della Wehrmacht in Ucraina.

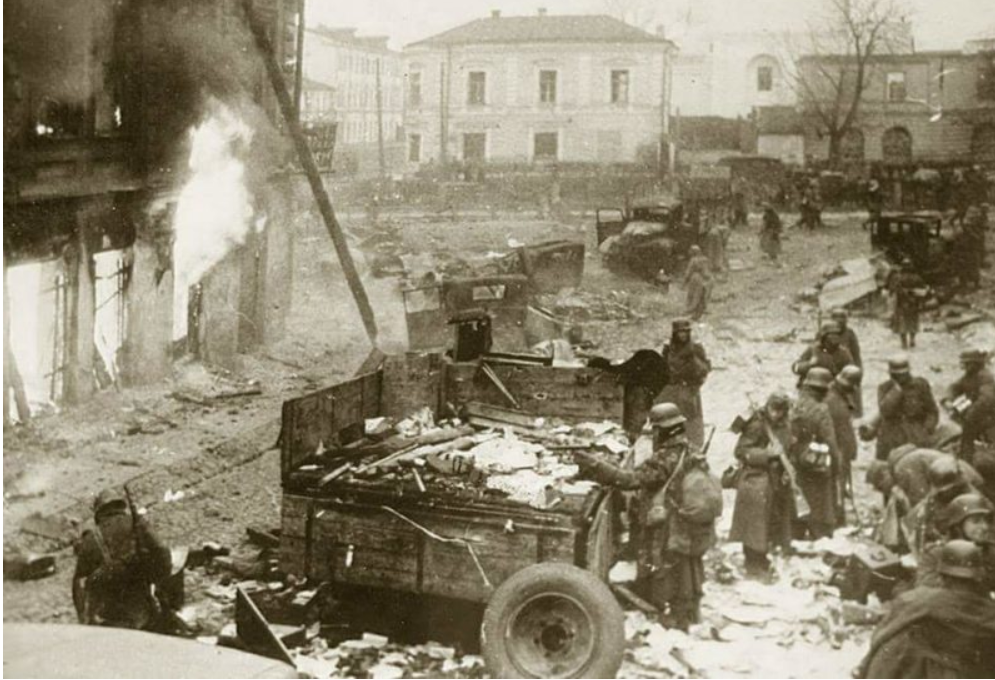
Le truppe tedesche controllano i mezzi motorizzati sovieitic distrutti e abbandonati al centro di Žitomir.

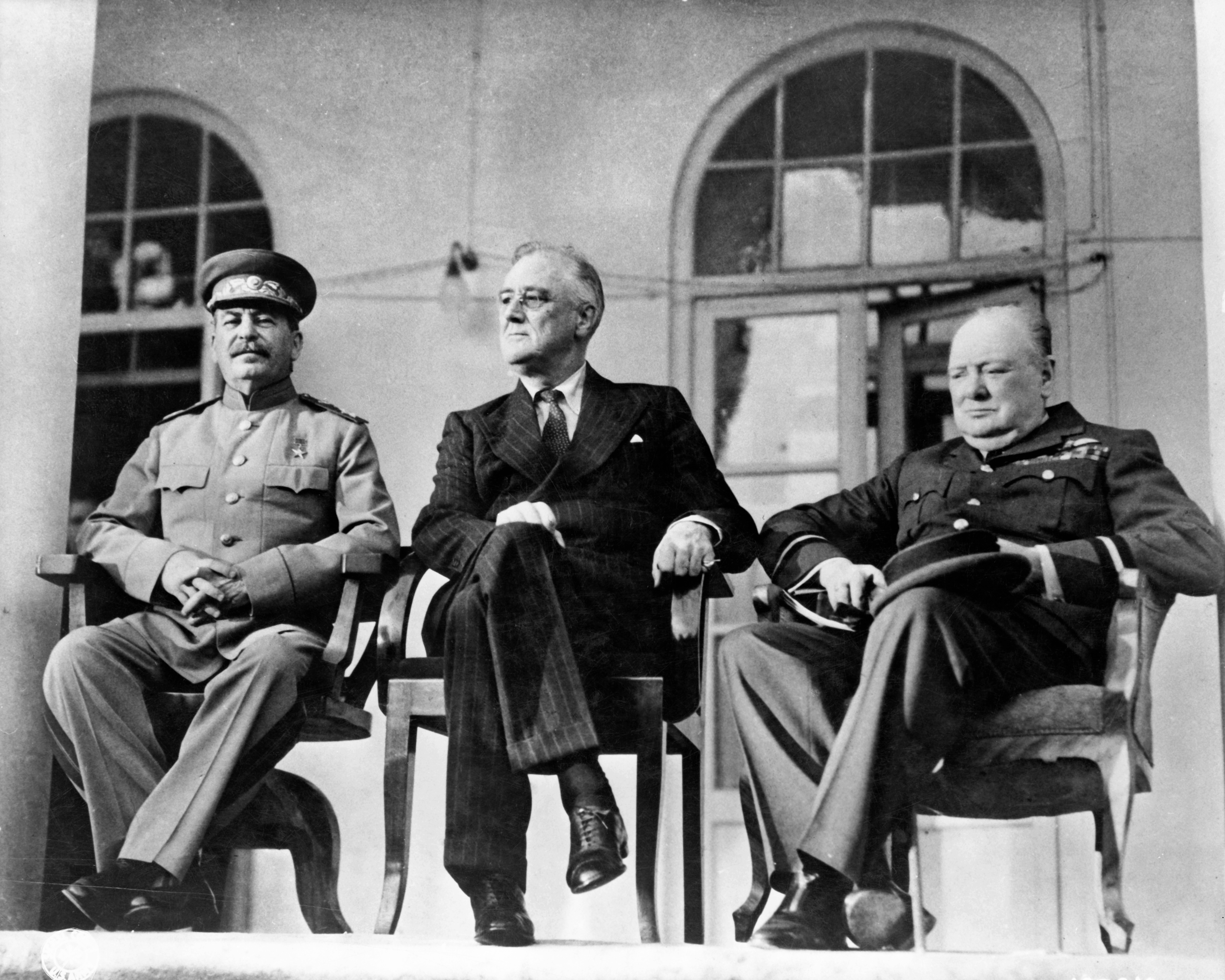
I "Tre Grandi" alla conferenza di Teheran; a sinistra: Stalin, Franklin Delano Roosevelt, e Winston Churchill. La conferenza si svolse nei giorni in cui era in corso la controffensiva tedesca sul fronte orientale.

In realtà fin dal 20 novembre il feldmaresciallo von Manstein era divenuto cosciente della situazione sempre più precaria del fronte orientale; nonostante l'arrivo di sei Panzer-Division dall'ovest, il loro impiego frammentario non aveva consentito di raggiungere risultati decisivi ed anche la riconquista di Kiev appariva praticamente impossibile. Inoltre il feldmaresciallo comunicò chiaramente a Hitler che senza decisioni radicali e ritirate strategiche la posizione del suo gruppo d'armate sul Dnepr rimaneva molto critica; il crollo sarebbe stato inevitabile a causa della netta superiorità numerica e materiale dei sovietici. Hitler rimase sordo a questi suggerimenti, al contrario criticò il pessimismo dei suoi generali, continuò a prescrivere la difesa ad oltranza ed impiegò le divisioni di riserva appena in arrivo in parte a sud (14. e 24. Panzer-Division), per proteggere l'ansa del Dnepr, e a nord per rafforzare il Gruppo d'armate Centro (16. Panzer-Division). In questo modo il Gruppo d'armate Sud rimase esposto alla nuova offensiva del generale Vatutin a ovest di Kiev.
La controffensiva del feldmaresciallo von Manstein provocò tuttavia gravi preoccupazioni anche ai sovietici, costretti a fronteggiare un'imprevista concentrazione di Panzer-Division fresche appena arrivate; l'avanzata ad ovest di Kiev venne bruscamente fermata e l'Armata Rossa dovette riorganizzare tutto il suo dispositivo e trasferire grandi riserve al 1º Fronte Ucraino del generale Vatutin per stabilizzare la situazione e riprendere l'offensiva. Le dure battaglie a ovest di Kiev e la controffensiva tedesca diedero modo a Stalin, impegnato proprio in quelli stessi giorni nei negoziati con i suoi alleati anglosassoni a Teheran, di evidenziare il difficile compito dell'Unione Sovietica impegnata a combattere una guerra quasi solitaria contro gran parte della Wehrmacht nel gigantesco fronte orientale.
Durante l'incontro riservato con il presidente Roosevelt e poi nella seduta plenaria della conferenza, Stalin illustrò in termini realistici ed efficaci le grandi difficoltà affrontate dei soldati sovietici contro un nemico che, pur costretto ad una lenta ritirata, era ancora in grado di sferrare pericolosi contraccolpi per riconquistare il terreno perduto. Inoltre il dittatore sovietico sottolineò come numerose divisioni corazzate tedesche di riserva erano state trasferite sul suo fronte a causa dell'inattività degli anglo-americani all'ovest ed in Italia. Stalin poté insistere durante tutta la conferenza per un impegno maggiore degli alleati occidentali e per una decisione definitiva a favore del secondo fronte per alleviare in modo sostanziale il peso sopportato dall'Armata Rossa, trovando corrispondenza e supporto dal presidente Roosevelt e dal generale George Marshall, decisi a sferrare l'offensiva all'ovest e ad abbandonare le tattiche dilatorie e "periferiche" dei britannici.